# Emetha audouini
Emetha audouini es una especie de crustáceo isópodo marino de la familia Cymothoidae.

## Distribución geográfica
Es un ectoparásito de peces marinos del mar Mediterráneo.